# John Kalodner
John David Kalodner ist ein ehemaliger US-amerikanischer A&R-Manager.

## Leben

### 1976–1980: Atlantic Records
Zu seinen ersten Erfolgen gehörte in den 1970er Jahren die Verpflichtung von Foreigner, AC/DC, Peter Gabriel und Phil Collins für Atlantic Records.

### 1980–1994: Geffen Records
Er wurde 1980 als der erste A&R-Manager von David Geffen für dessen neue Schallplattenfirma Geffen Records abgeworben, wo er mit White Zombie, Madness, XTC, Whitesnake, Wang Chung, Nelson und Aerosmith arbeitete. Er war für die Solo-Erfolge von Jimmy Page und Sammy Hagar verantwortlich und initiierte das Projekt Coverdale-Page, außerdem brachte er für Geffen Lieder auf Soundtracks zu Filmen wie Top Gun und Footloose unter.

### 1994–2007: Columbia Records
Kalodner verließ Geffen, nachdem Aerosmith in den 1990er Jahren zu Columbia gewechselt war, und arbeitete dort mit Cher, Santana, Journey, Manowar, Chicago, Heart, Iron Maiden, Joe Satriani, Steve Vai, Ted Nugent, REO Speedwagon, Mars Electric und den Black Crowes.
Kalodner's besonderer Status wurde in der Regel dadurch hervorgehoben, dass er auf den Alben der von ihm betreuten Künstler eigene Credits dafür bekam, dass er er selbst war. Nach Angaben auf seiner persönlichen Website entstand die für die Credits verwendete Phrase „John Kalodner: John Kalodner“ durch die Zusammenarbeit mit Foreigner für das Album Double Vision. Der Produzent Keith Olsen fragte sich, wie er Kalodners Engagement für das Album und die Band würdigen sollte; Foreigner-Gitarrist Mick Jones hatte dann die Idee, den Namen einfach zu doppeln.
Kalodner arbeitete noch mit Billy Idol, Jack Blades, Roadster, Steve Perry und Cher, bevor er 2007 in den Ruhestand ging.

## Andere Medien
- John Kalodner tauchte in einigen Aerosmith-Videoclips auf, unter anderem denen für Let the Music Do the Talking, Dude (Looks Like a Lady), The Other Side, Eat the Rich, Blind Man, und Pink. In Dude (Looks Like a Lady) trat er in einem Brautkleid auf, was eine Anspielung auf die Tatsache war, dass er sich in der Regel stets weiß kleidete.
- John Kalodner erschien auch in einer Simpsons-Episode („Das Erfolgsrezept“)
- John Kalodner war der Richter in Sammy Hagars I Can't Drive 55-Videoclip.
- Im Musikvideo zum Song The Lumberjack der Band Jackyl spielte John Kalodner einen Lehrer.

## Auszeichnungen
- Diamond Award für:[2]
  - AC/DC: Back in Black
  - Aerosmith: Greatest Hits
  - Bon Jovi: Slippery When Wet
  - Guns N’ Roses: Appetite for Destruction
  - Journey: Journey’s Greatest Hits
  - Phil Collins: No Jacket Required

- MTV Video Music Award für:
  - Aerosmith: Cryin’ (1994, Best Group Video)
  - Aerosmith: Cryin’ (1994, Best Video of the Year)
  - Aerosmith: Cryin’ (1994, Viewer’s Choice Award)
  - Aerosmith: The Other Side (1994, Best Metal Hardrock Video)
  - Aerosmith: Livin’ on the Edge (1994, Viewer’s Choice Award)